# Quinsaloma (kanton)
Quinsaloma – kanton w prowincji Los Ríos, w Ekwadorze. Stolicą kantonu jest Quinsaloma.